# Remington Zig-Zag Derringer
Remington Zig-Zag Derringer — або «Пеппербокс», який спочатку мав назву «Elliot's Pocket Revolver», випускали у 1861—1862 роках в кількості трохи більше 1000 одиниць.

## Конструкція

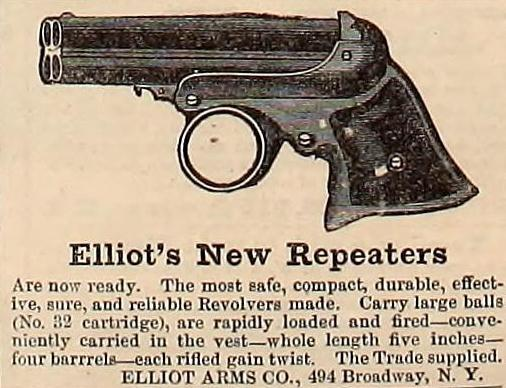
Реклама пістолета Elliot's New Repeater в журналі Harper's Weekly, (1864)

Шестизарядний пістолет під набій .22 кільцевого запалення короткий, став першим пістолетом компанії Remington під унітарний набій. Компанія Smith & Wesson запатентувала набій кільцевого запалення 8 вересня 1854 року, патент №11496. Патент було переоформлено в 1860 році. Шестизарядний пістолет з довжиною стволу 3-3/16 з зигзагоподібними канавками на казенній частині взаємодіє з ромбовидним ключем, який проходить від кільцевого спускового гачка в середину для обертання механізму стволів.
Пістолет Remington Zig-Zag Derringer є деррінджером подвійної дії з прихованим ударником, який розташовано в рамці руків'я. Важіль за кільцем піднімають до гори для повернення кільця без пострілу і штовхають вниз для відмикання ствольної групи для заряджання через отвір в казенній частині рамки. Щічки руків'я зроблені з твердої гуми (гутаперчі) та слонової кістки. Пістолет мав фінішну обробку воронування або сріблення (не нікелювання) або поєднання обох варіантів. Частіше можна зустріти воронену зі сріблом рамка або цілком воронену, дуже рідко можна зустріти срібні стволи. Гвинти можуть бути вставлені як зліва, так і справа, може бути присутній задній гвинт регулювання головної пружини. Серійний номер нанесено на рамку під лівою щічкою.
Широке дослідження виявило лише 140 відомих екземплярів. Модель мала дуже делікатний механізм, а тому ще під час випуску була замінена на пістолет Remington-Elliot Derringer «New Repeating Pistol», тому зустріти її можна дуже рідко.

## Маркування
- Elliots Patent August 17, 1858 - May 29, 1860 (з лівого боку).
- Manufactured By Remington's Ilion, N.Y. (з правого боку).